# Cyclodictyon delicatum
Cyclodictyon delicatum är en bladmossart som beskrevs av Potier de la Varde 1931. Cyclodictyon delicatum ingår i släktet Cyclodictyon och familjen Hookeriaceae. Inga underarter finns listade i Catalogue of Life.